# Beijing Capital Airlines

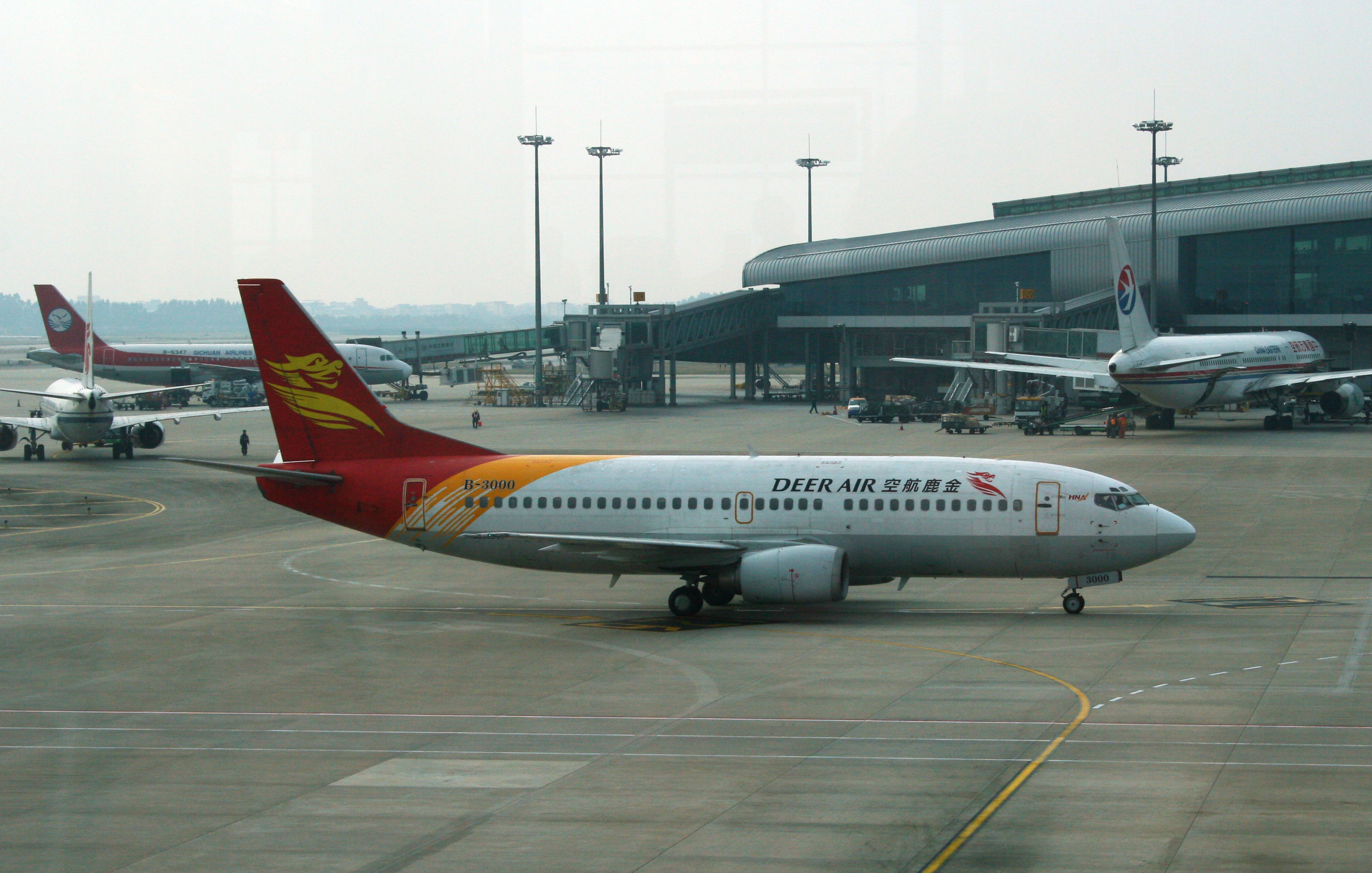
Boeing 737-300 авіакомпанії Deer Jet Airlines в міжнародному аеропорту Гуанчжоу Zhoukou

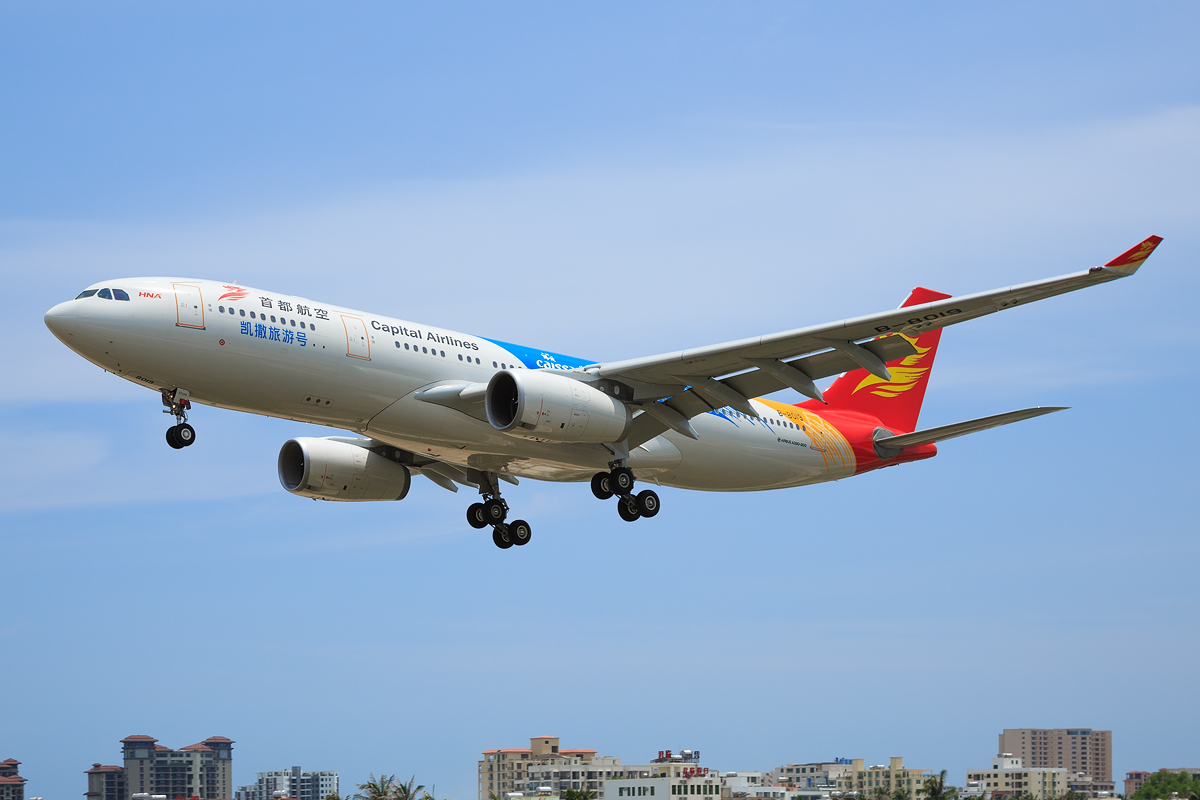
Airbus A330-200 авіакомпанії Beijing Capital Airlines в заході на посадку в міжнародному аеропорту Санья

Beijing Capital Airlines (кит.: 首都航空首都航空), що діє під торговельною маркою Capital Airlines, — китайський комерційний авіаперевізник зі штаб-квартирою в пекінському аеропорту Шоуду (Capital Airlines Building — кит.: 首都航空大厦首都航空大厦), який є дочірнім підприємством магістральної авіакомпанії Hainan Airlines.

## Історія
Авіакомпанія Deer Jet Airlines (кит.: 金鹿航空金鹿航空) була заснована в 1995 році. Чотири роки потому компанія відкрила міжнародні рейси під брендом Deer Air. У жовтні 2007 року перевізник отримав свій перший лайнер Airbus A319 і почав повертати з лізингу використовувалися раніше літаки Boeing 737. У грудні 2008 року Deer Jet Airlines розпочала виконання чартерних перевезень на Airbus A319 і бізнес-джетах. В наступному році авіакомпанія отримала офіційний дозвіл на організацію регулярних пасажирських перевезень.
4 травня 2010 року Deer Jet Airlines була розділена на дві компанії. Перша, продовжувала виконання чартерних рейсів, зберегла колишню назву, друга компанія, якій дісталися регулярні маршрути, вийшла на ринок під брендом Capital Airlines.

## Флот
У листопаді 2015 року повітряний флот авіакомпанії складали наступні літаки (все в лізинг у Hainan Airlines):
Такі бізнес-джети експлуатуються під брендом Deer Jet Airlines:
- Gulfstream G550 — 2 од.
- Gulfstream V — 2 од.
- Hawker 4000 — 2 од.